# Пісківська сільська рада (Бобровицький район)
Піскі́вська сільська́ ра́да — адміністративно-територіальна одиниця та орган місцевого самоврядування в Бобровицькому районі Чернігівської області. Адміністративний центр — село Піски.

## Загальні відомості
- Населення ради: 712 особи (станом на 2001 рік)

## Населені пункти
Сільській раді підпорядковані населені пункти:
- с. Піски

## Склад ради
Рада складається з 14 депутатів та голови.
- Голова ради: Олешко Валентина Іванівна
- Секретар ради: Іванко Руслана Олексіївна

### Керівний склад попередніх скликань
| Прізвище, ім'я, по батькові | Основні відомості                                                                       | Дата обрання | Дата звільнення |
| --------------------------- | --------------------------------------------------------------------------------------- | ------------ | --------------- |
| Ісаєнко Андрій Михайлович   | Сільський голова, 1952 року народження, безпартійний                                    | 26.03.2006   | 31.10.2010      |
| Олешко Валентина Іванівна   | Сільський голова, 1966 року народження, освіта середня спеціальна, член Партії регіонів | 31.10.2010   |                 |

Примітка: таблиця складена за даними сайту Верховної Ради України

### Депутати
За результатами місцевих виборів 2010 року депутатами ради стали:

#### За суб'єктами висування
| Суб'єкт висування | Кількість обраних депутатів | %  |
| ----------------- | --------------------------- | -- |
| Партія регіонів   | 7                           | 50 |
| Самовисування     | 7                           | 50 |

#### За округами
| № округу        | Прізвище, ім'я, по батькові   | Дата визнання обраним | Освіта             | Партійна приналежність | Відомості про обраного депутата                           |
| --------------- | ----------------------------- | --------------------- | ------------------ | ---------------------- | --------------------------------------------------------- |
| Партія регіонів |                               |                       |                    |                        |                                                           |
| 1               | Левченко Валентина Миколаївна | 04.11.2010            | середня спеціальна | позапартійна           | Пісківський ветпункт, ветеринар                           |
| 5               | Ілющенко Тимур Миколайович    | 04.11.2010            | вища               | член Партії регіонів   | Пісківська загальноосвітня школа, вчитель фізики          |
| 6               | Самсон Валентина Михайлівна   | 04.11.2010            | середня спеціальна | член Партії регіонів   | Пісківська загальноосвітня школа, організатор             |
| 9               | Євенко Юрій Миколайович       | 04.11.2010            | середня спеціальна | член Партії регіонів   | Рівненський університет газового господарства, студент    |
| 10              | Мороз Раїса Миколаївна        | 04.11.2010            | вища               | член Партії регіонів   | Пісківська загальноосвітня школа, вчитель молодших класів |
| 11              | Бодня Наталія Григорівна      | 04.11.2010            | вища               | член Партії регіонів   | Псіківська загальноосвітня школа, вчитель-філолог         |
| 13              | Іванко Руслана Олексіївна     | 04.11.2010            | середня спеціальна | позапартійна           | Пісківська сільська рада, секретар                        |
| Самовисування   |                               |                       |                    |                        |                                                           |
| 2               | Коцюр Саліма Ергашівна        | 04.11.2010            | середня спеціальна | позапартійна           | ПП Коцюр, приватний підприємець                           |
| 3               | Дорошенко Ніна Миколаївна     | 04.11.2010            | середня спеціальна | позапартійна           | ТОВ «Земля і Воля», обліковець                            |
| 4               | Євенко Ганна Ігнатівна        | 04.11.2010            | середня спеціальна | позапартійна           | Сільська рада, бухгалтер                                  |
| 7               | Мархотко Віра Андріївна       | 04.11.2010            | середня спеціальна | позапартійна           | ТОВ «Земля і Воля», касир — бухгалтер                     |
| 8               | Мороз Галина Володимирівна    | 04.11.2010            | середня спеціальна | позапартійна           | ПП Мороз, приватний підприємець                           |
| 12              | Волошин Микола Юхимович       | 04.11.2010            | середня спеціальна | позапартійний          | пенсіонер                                                 |
| 14              | Маковій Микола Миколайович    | 04.11.2010            | середня спеціальна | позапартійний          | Бобровицьке агролісництво, лісник                         |